# Nodozana bellicula
Nodozana bellicula là một loài bướm đêm thuộc phân họ Arctiinae, họ Erebidae.